# Museo civico di Maddaloni
Il museo civico di Maddaloni è un museo di proprietà del comune di Maddaloni, in provincia di Caserta, con collezioni di archeologia, arte e antropologia. Si sviluppa in parte dei locali dell'antico monastero di Santa Maria de Commendatis e nella chiesa dell'Assunta a esso pertinente.

## Storia
Il museo fu istituito nel 1978 e allestito dal 1979 prima in via Amendola, 21, poi trasferito nell'edificio comunale moderno di via San Francesco (sede di uffici e della biblioteca) e infine nell'attuale sede dal 2005. Nel 2009 il museo ottenne il riconoscimento di interesse Regionale Campania, ai sensi della Legge Regionale 12/2005. Dal 2009 il museo è membro fondatore del Sistema Museale "Terra di Lavoro".

## Sede
Dal 2005 il museo occupa una piccola parte dei locali del monastero di Santa Maria de Commendatis (o dei Raccomandati). Tutto originò dalla donazione del duca di Maddaloni, Diomede Carafa, nel 1560, per istituire un ospedale e poi alla volontà della moglie Roberta Carafa di realizzarlo nella sede attuale. Solo nel 1660 la duchessa Antonia Caracciolo volle insediarvi un convento femminile domenicano, rifondato nel 1719. Il convento fu soppresso nel 1867 e nel 1912 gli edifici furono ceduti al Comune di Maddaloni.
Il museo ha una sala multifunzionale per eventi culturali (conferenze, concerti, rappresentazioni teatrali) e un cortile porticato.

## Allestimento
Nel percorso museale è inclusa la chiesa dell'Assunta, già sede (almeno dai primi del 1400) della confraternita dei Disciplinati e del continguo ospedale dei Giovanniti (Cavalieri di Malta). L'esposizione museale vera e propria è distribuita su tre livelli del corpo di fabbrica che costituisce l'ingresso, affacciato su via Bixio, e nei quattro locali terranei del braccio ortogonale alla chiesa e interno all'isolato che ospitano la collezione antropologica di arti e mestieri e di cultura contadina. Al piano terra dell'edificio di ingresso sono la sala conferenze e la biblioteca. Dall'atrio parte la ripida scala che conduce al primo piano suddiviso in quattro sale con le collezioni archeologiche, di arte e il tesoro del santuario di san Michele arcangelo. Il secondo piano è dedicato alle mostre.

## Collezione
Il museo conserva ed espone oggetti di origine e tipologia molto differente, come tipico per i musei civici.

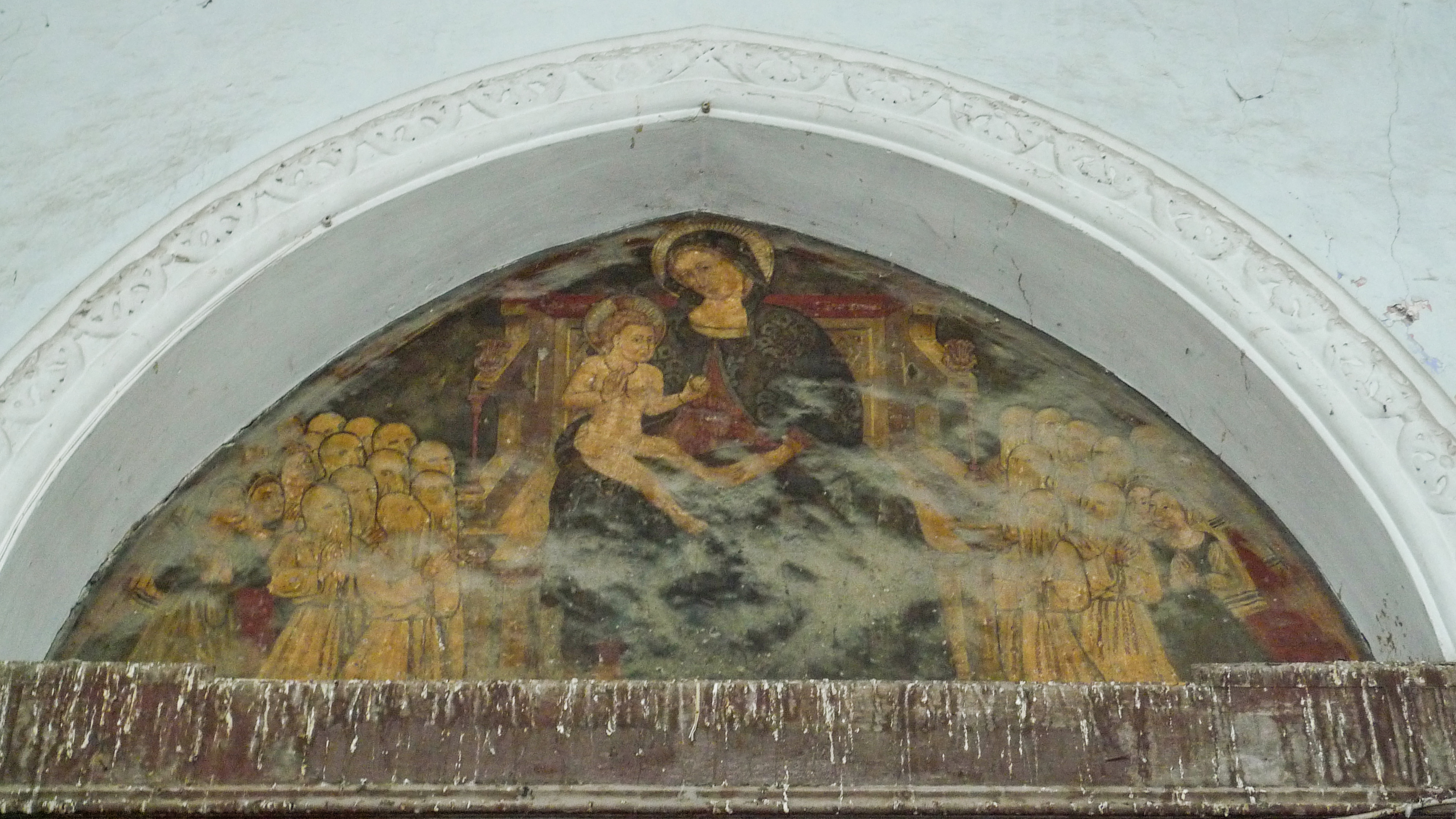
Maddaloni, chiesa dell'Assunta, lunetta gotica del portale

La chiesa dell'Assunta conserva il portale archiacuto dell'originaria costruzione gotica. La lunetta è affrescata e raffigura la Madonna in trono col Bambino e confratelli e consorelle della confraternita, probabilmente realizzata intorno al 1420-1430. 

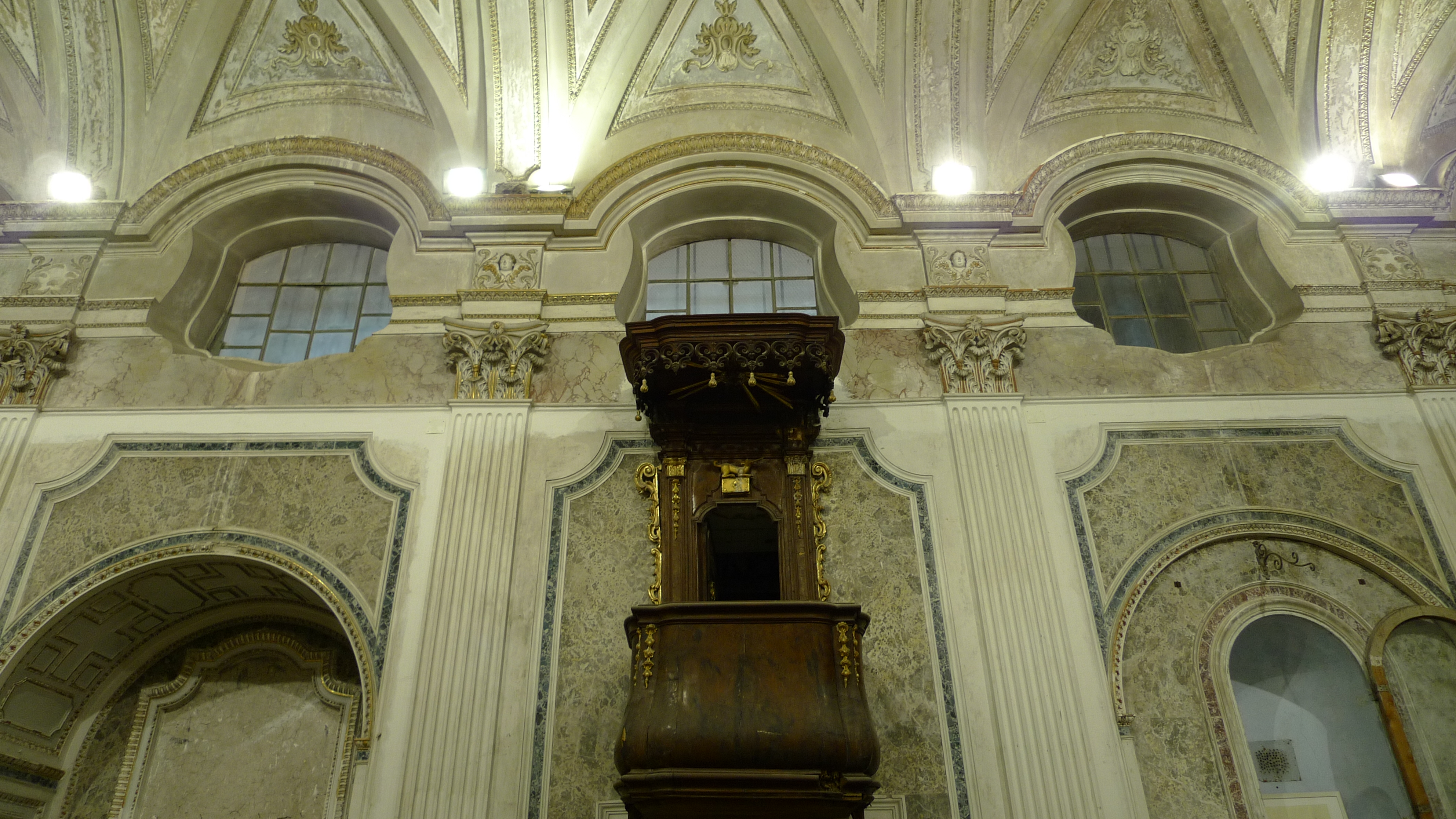
Maddaloni, chiesa dell'Assunta, navata

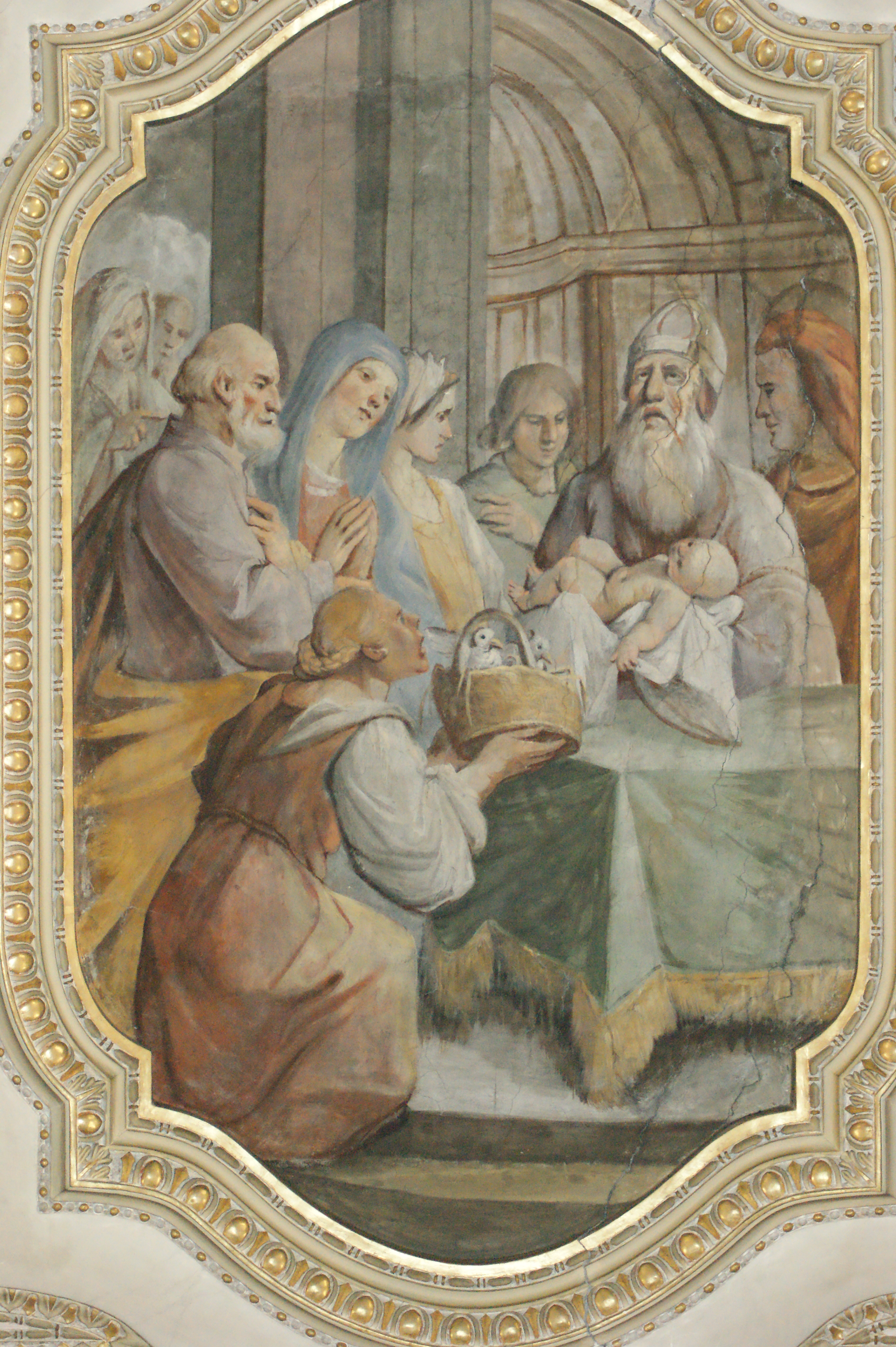
Maddaloni, chiesa dell'Assunta, volta della navata, G. Balducci (ambito), presentazione al Tempio

La chiesa ha navata unica coperta con volta a botte e cappelle laterali e altari laterali, con decorazioni settecentesche rimaneggiate nel 1860. Di grande bellezza sono le grate ligne e dorate dei coretti per le suore (1720-1750), i pavimenti maiolicati (1600 - 1800 circa), il pulpito ligneo e la cantoria con l'organo (di restauro ottocentesco). La volta ospita cinque affreschi attribuiti alla cerchia di Giovanni Balducci, databili 1605 - 1630.
Nel coro riservato alle sole suore, alle spalle dell'altare maggiore, ci sono resti delle decorazioni settecentesche e un affresco con la Crocefissione.
Nell'atrio di ingresso del museo sono una copia del rilievo funerario romano visibile all'angolo della chiesa dell'Assunta su via san Francesco e la lapide che ricorda la fondazione dell'ospedale voluto da Roberta Carafa.
Nella sala conferenze al piano terreno sono una tela con sant'Antonio abate (dalla omonima cappella, sec. 18°) e il corpo meccanico dell'orologio civico realizzato nel 1869.
Al primo piano, la sala archeologica espone i reperti dell'umanizzazione del territorio e documentano l'evoluzione della città di Calatia dall'8º secolo avanti Cristo al 5º-6º secolo dopo Cristo. I reperti sono esito di donazioni di cittadini di Maddaloni al museo: per rilevanza e antichità la collezione Delli Paoli, la prima ad essere donata ed esito di ritrovamenti del 1884.
Spiccano i seguenti oggetti:
- i piccoli frammenti di bacini (pithoi) decorati a rilievo di gusto corinzio sono poco noti in Campania;

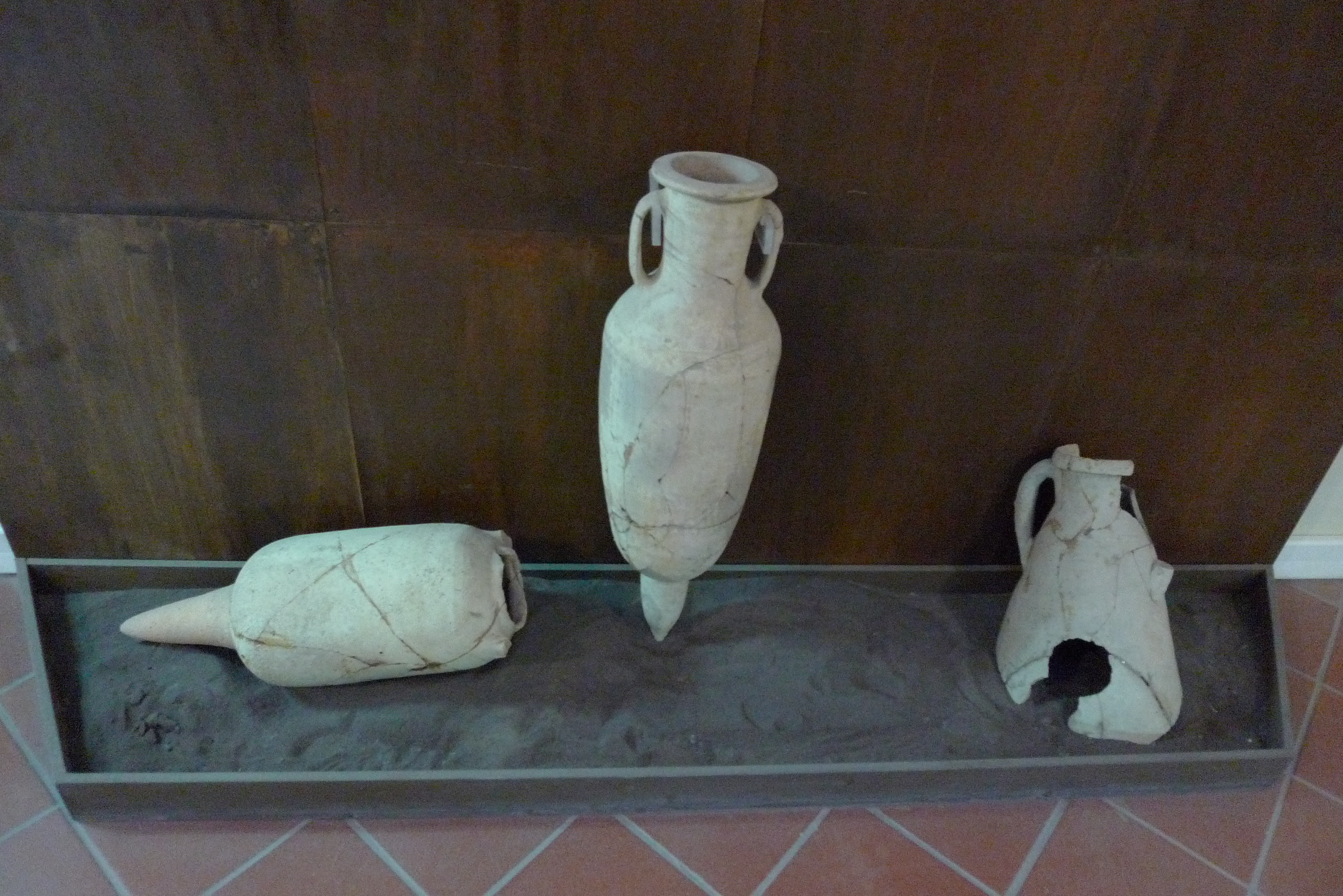
Maddaloni, Museo Civico, anfore romane

- i frammenti di coppi e tegole (sesto secolo a. C.), quelli di antefisse e coroplastica (3º-2º secolo a. C.), i frammenti di ceramica sigillata italica e tardo italica (1° sec. a. C.) e africana (2° sec. d. C.), la ceramica dipinta e da fuoco (5°-6° sec. d. C.)[15];Maddaloni, Museo Civico, anfore romaneuno ziro a decorazioni impresse (recipiente ceramico con funzione di urna sepolcrale, in uso nella cultura etrusco-campana, 7º secolo a. C.); le tre anfore per il trasporto di salsa di pesce (garum) o derrate prodotte in Nord Africa o Spagna (1° sec. a. C. - 3° sec. d. C.; la datazione copre un intervallo molto ampio per il secolare utilizzo che ebbero questi tipi ceramici), importanti per chiarire le relazioni anche internazionali che Calatia ebbe[14];

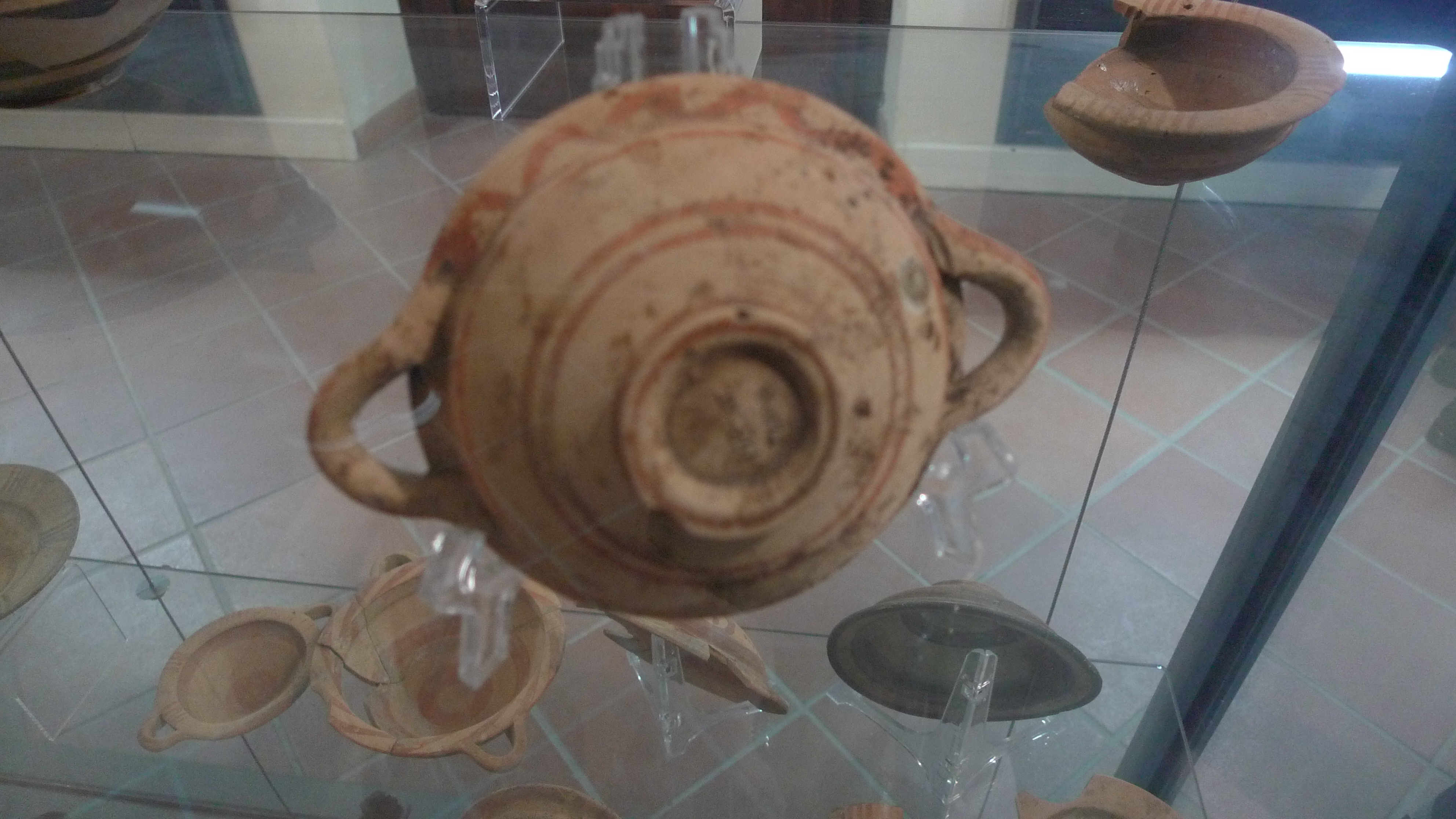
Maddaloni, Museo Civico, lekane campano (8° - 7º secolo a. C.)

- Maddaloni, Museo Civico, lekane campano (8° - 7º secolo a. C.)le ceramiche di impasto e lavorate (anfore di piccolo formato e di diverso tipo, 8°-7° sec. a. C.); i vasi ceramici da banchetto rituale recuperate da tombe di età orientalizzante (ariballos, olle, skyphoi, oinochoai di diverso tipo, fine 8° sec. a. C. - inizio 6° sec. a. C.);

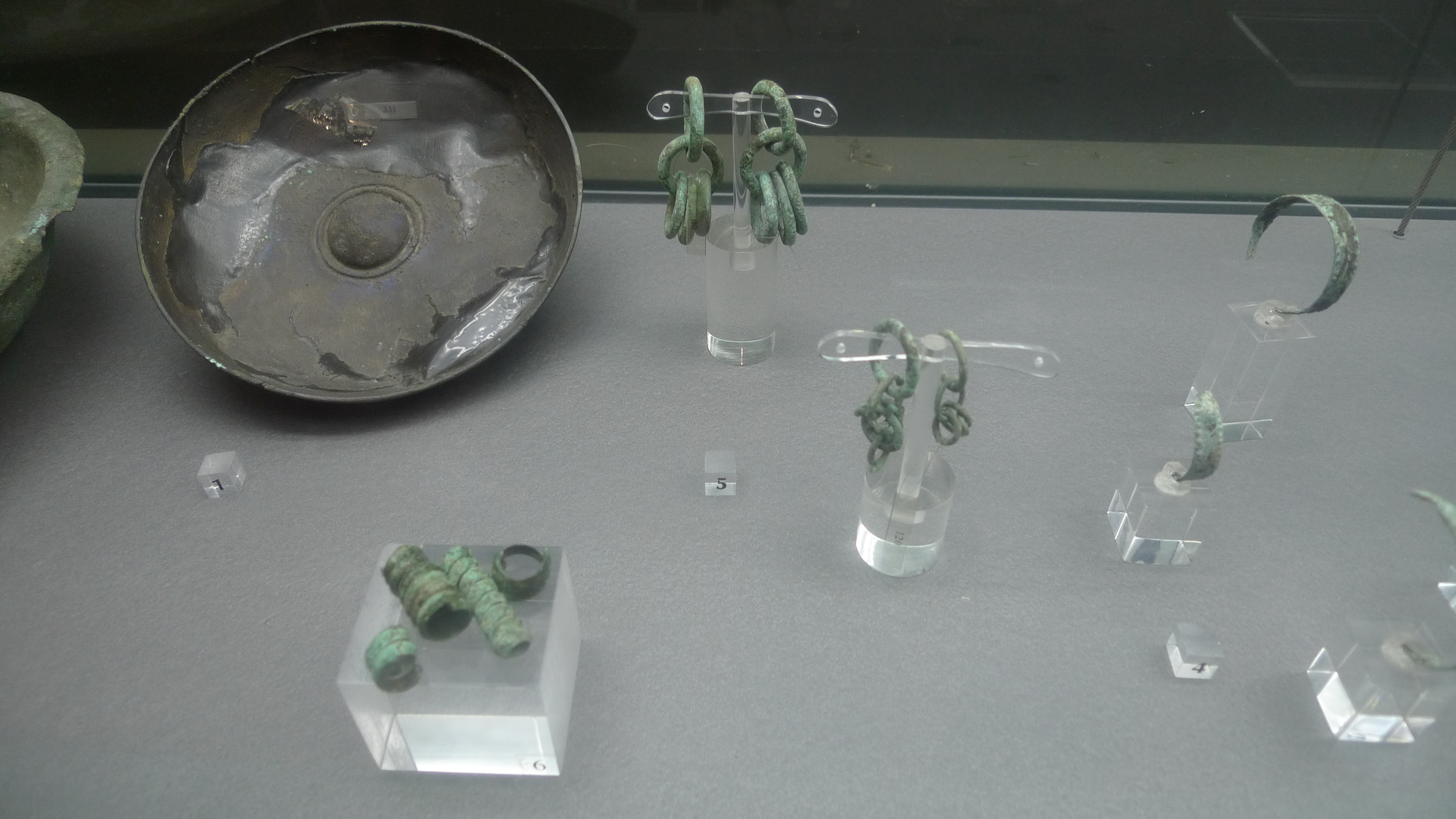
Maddaloni, Museo Civico, gioielli in bronzo da Calatia

- Maddaloni, Museo Civico, gioielli in bronzo da Calatiai piatti ad aironi e la ceramica a vernice nera (6° sec. a. C.)[16].

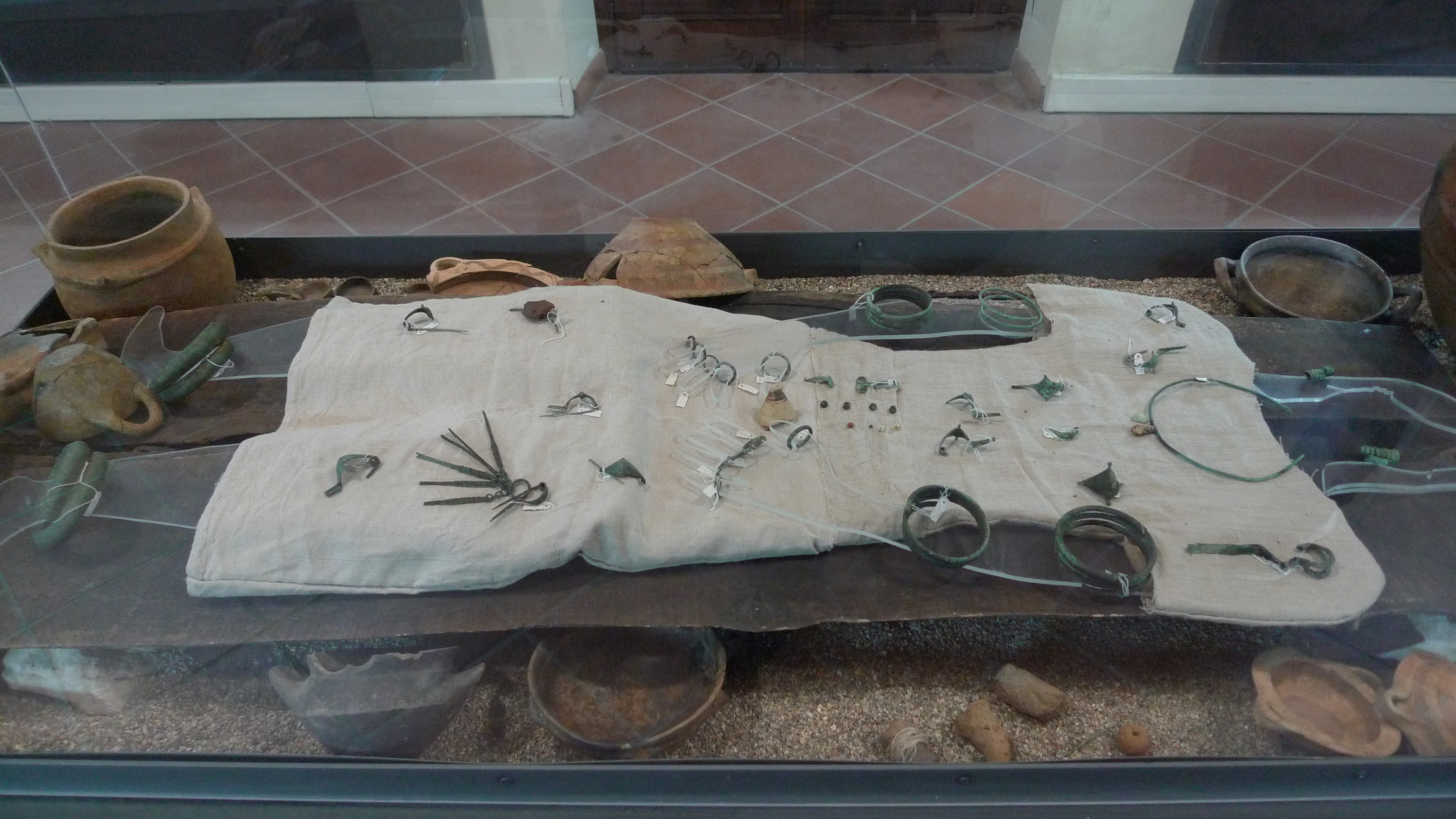
Maddaloni, Museo Civico, ricostruzione di una tomba femminile da Calatia

L'allestimento della sala è arricchito dalla ricostruzione di una sepoltura femminile con tutti i gioielli e il corredo vascolare e di esemplari di sepolture in tufo.
La sala dedicata alla storia della città di Maddaloni propone pannelli che ricostruiscono graficamente l'evoluzione del centro urbano e oggetti dal medioevo al secolo 19°. Si segnalano:

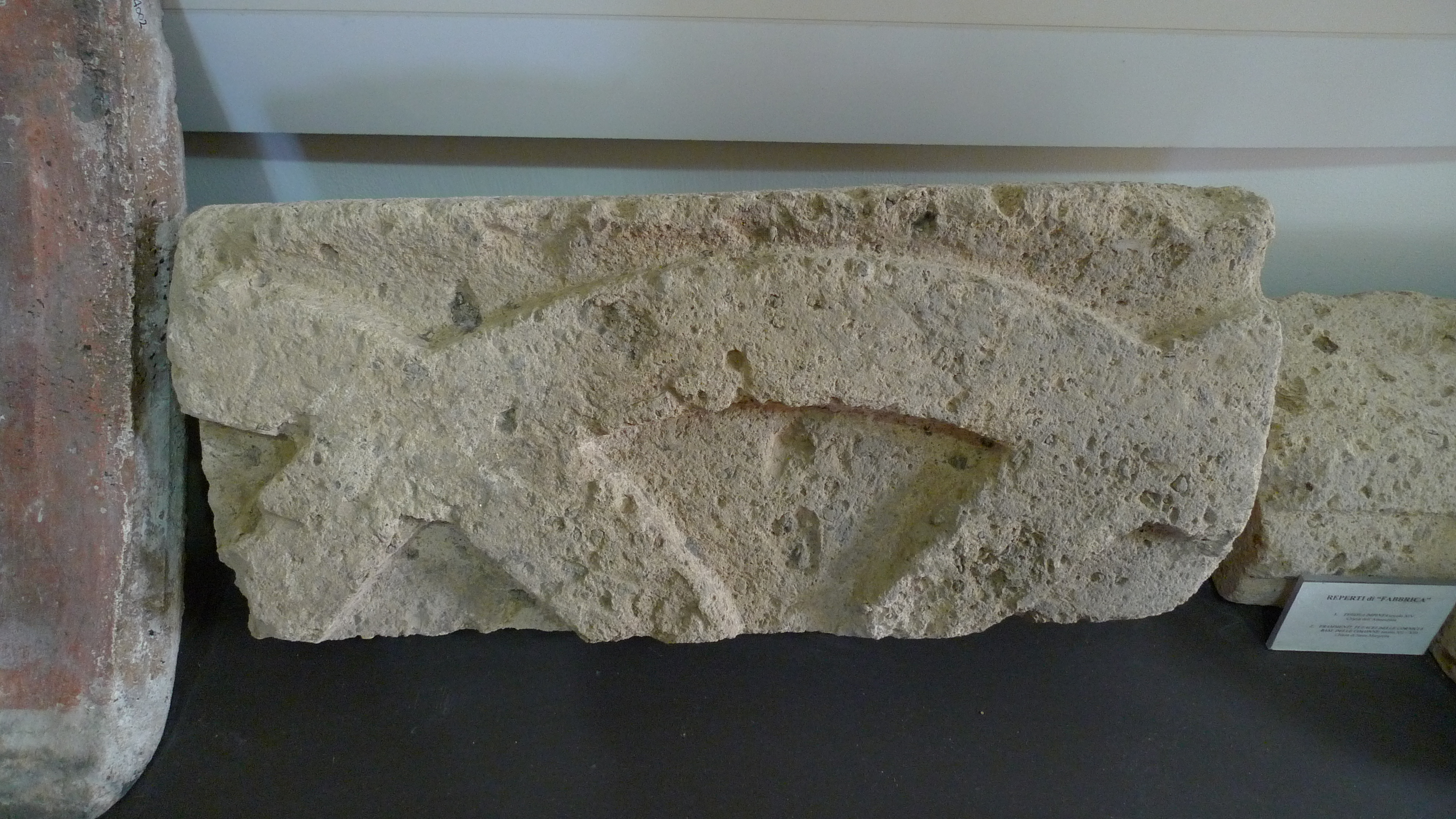
Maddaloni, Museo Civico, frammento architettonico medievale dalla chiesa di santa Margherita

- Maddaloni, Museo Civico, frammento architettonico medievale dalla chiesa di santa Margheritai frammenti architettonici in tufo recuperati dalla chiesa di santa Margherita (secolo 12° - 13°), forse sorta sulla precedente chiesa intitolata a san Leonardo[17];

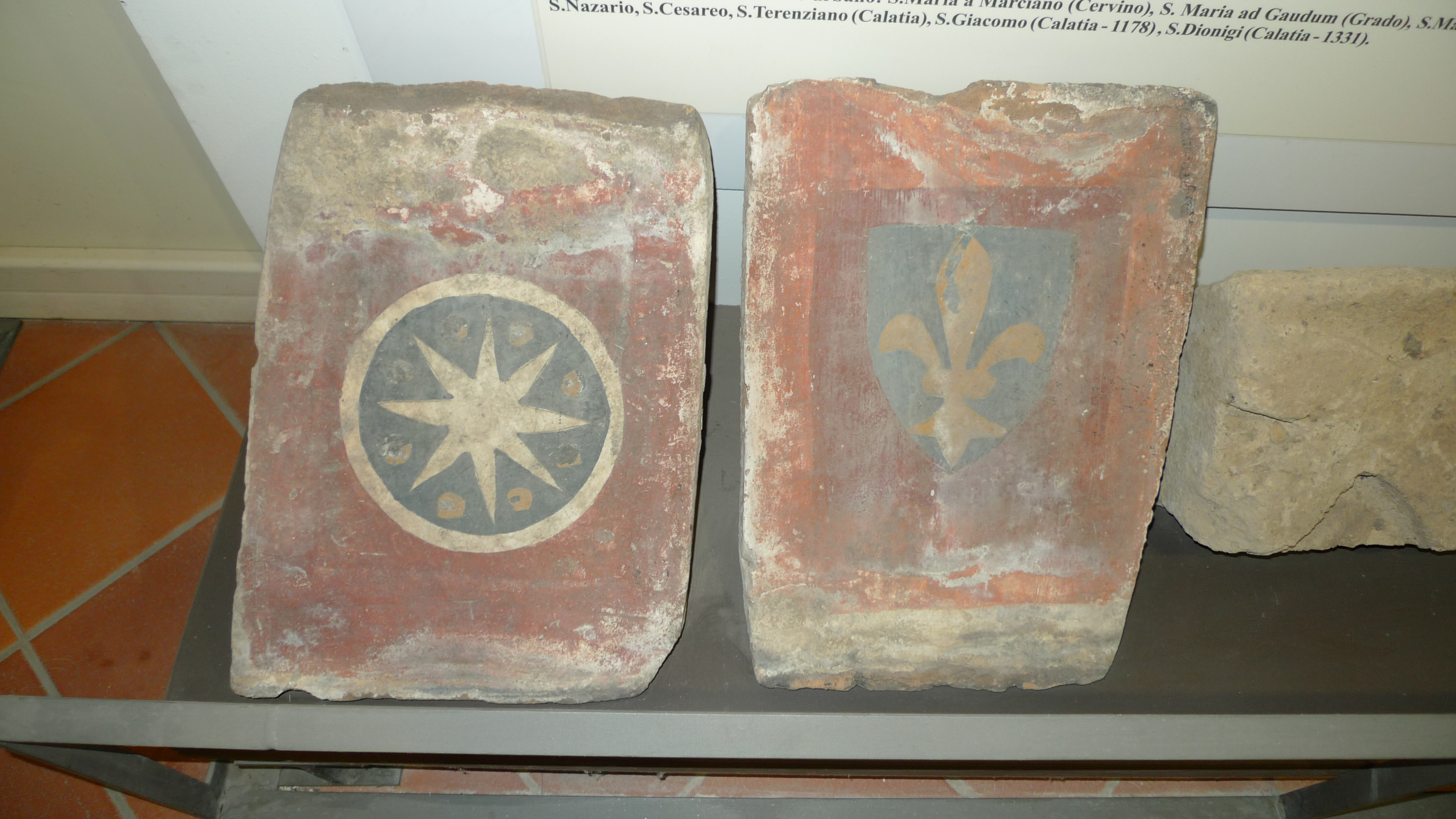
Maddaloni, Museo Civico, tegole medievali gotiche dalla chiesa dell'Annunziata (sec. 14°)

- Maddaloni, Museo Civico, tegole medievali gotiche dalla chiesa dell'Annunziata (sec. 14°)le tegole dipinte recuperate dalla chiesa dell'Annunziata (secolo 14°)[18];

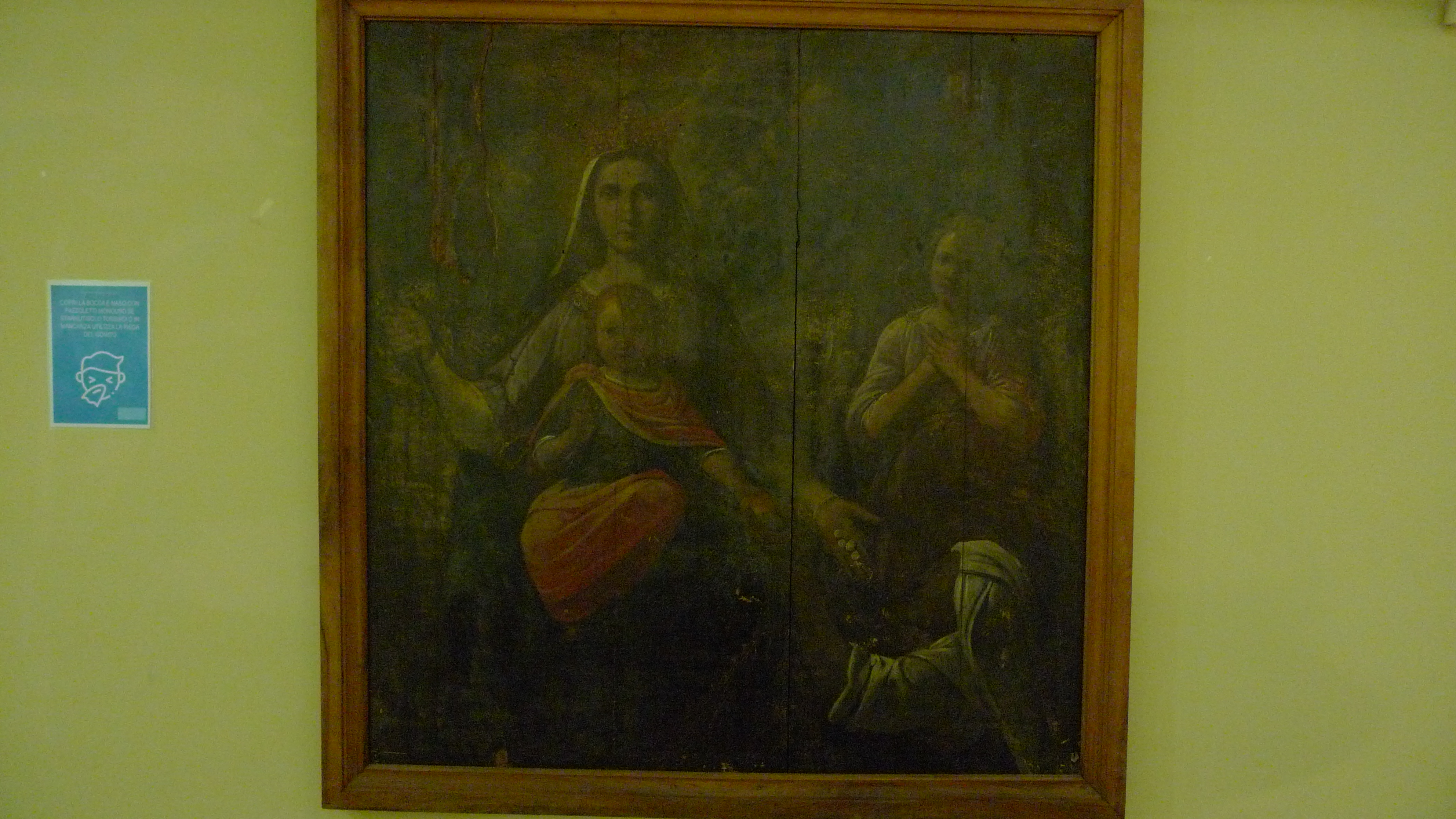
Maddaloni, Museo Civico, Madonna delle Grazie (attribuita a Battistello Caracciolo)

- Maddaloni, Museo Civico, Madonna delle Grazie (attribuita a Battistello Caracciolo)la Madonna col Bambino (attribuita a Battistello Caracciolo, 1620 - 1630);
- le statue ligne e dipinte dal 16º al 19º secolo, provenienti da chiese e cappelle di confraternite della città[19].

La sala delle maioliche e dei dipinti è quella di maggior interesse per la qualità degli oggetti. La maiolica ebbe a Maddaloni una lunga e apprezzata produzione, dal medioevo al secolo 19°, con l'apice tra fine secolo 1600 e 1760. Si distinsero tre famiglie di "pignattari" che realizzarono opere per molti edifici (chiese, congreghe, palazzi) di Terra di Lavoro e del Sannio: Mastroianni, Pardo, Massa.Di eccezionale bellezza e qualità è il paliotto proveniente dalla cappella di santa Caterina della famiglia Marrocchi, opera di Filippo e Aniello Pardo, datato 1713) e le "riggiole" (mattonelle decorate) prodotte dai Massa (recuperate dalla chiesa dell'Annunziata, dalla chiesa di santa Maria del Soccorso e altrove, 1700 - 1800), le maioliche erratiche del secolo 1800.

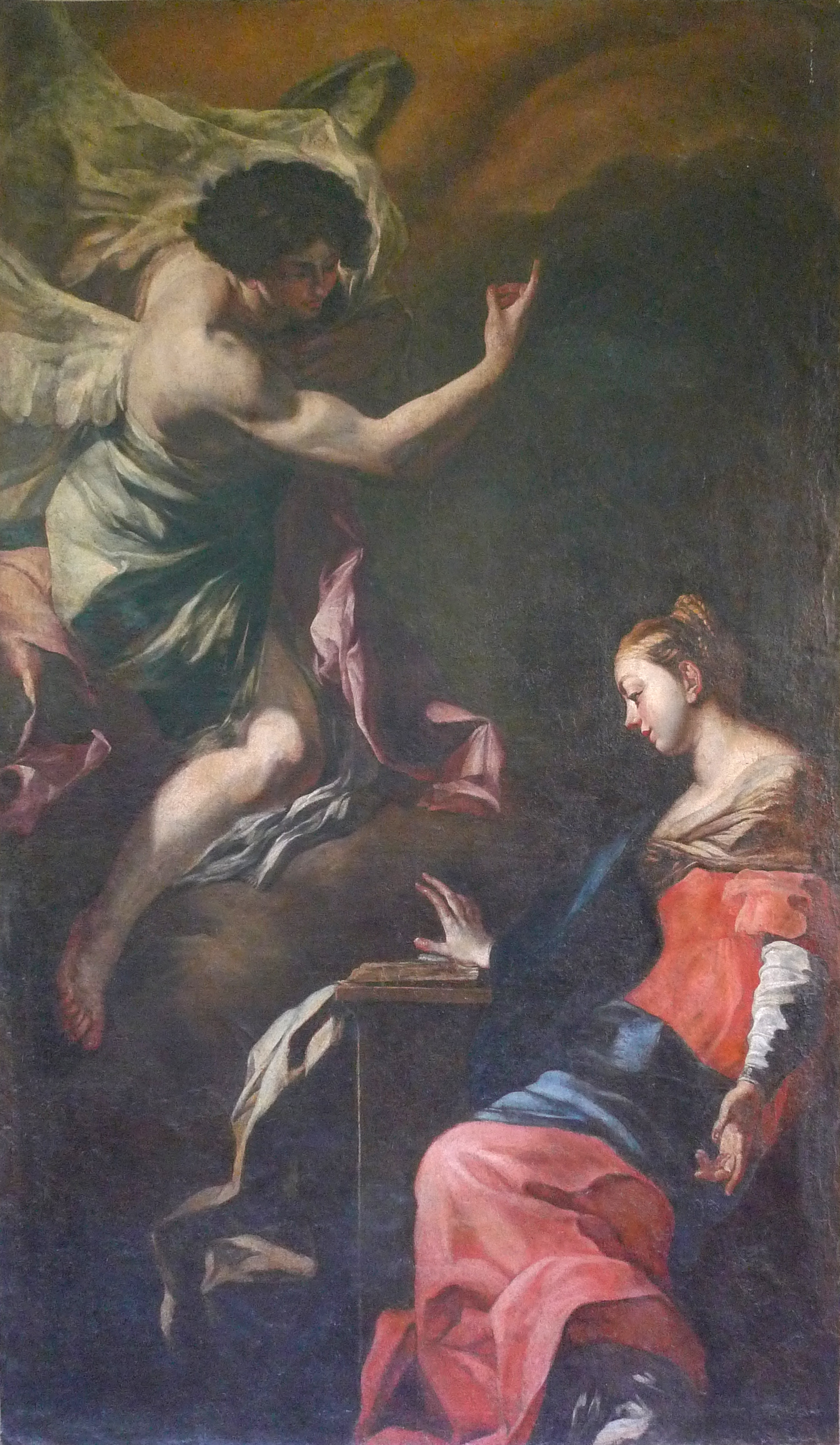
Maddaloni, Museo Civico, Francesco Solimena, Annunciazione

Tre i dipinti esposti ma di assoluto rilievo: una Madonna della Misericordia, anonima (1611, dalla chiesa dell'Assunta del convento di santa Maria dei Raccomandati), la tela con santa Caterina d'Alessandria dalla omonima cappella della famiglia Marrocchi, attribuita a Ludovico de Majo (1750 circa) e soprattutto l'eccellente tela con l'Annunciazione attribuita a Francesco Solimena.
La sala del tesoro del santuario di san Michele Arcangelo di Maddaloni espone:
- due eccellenti angeli capoaltare, attribuiti a Matteo Bottiglieri, parte dell'altare marmoreo disegnato da Nicola Tagliacozzi Canale e realizzato nel 1754 dal marmoraro Antonio di Lucca per la chiesa della Congrega di san Giovanni Battista in Maddaloni[24];

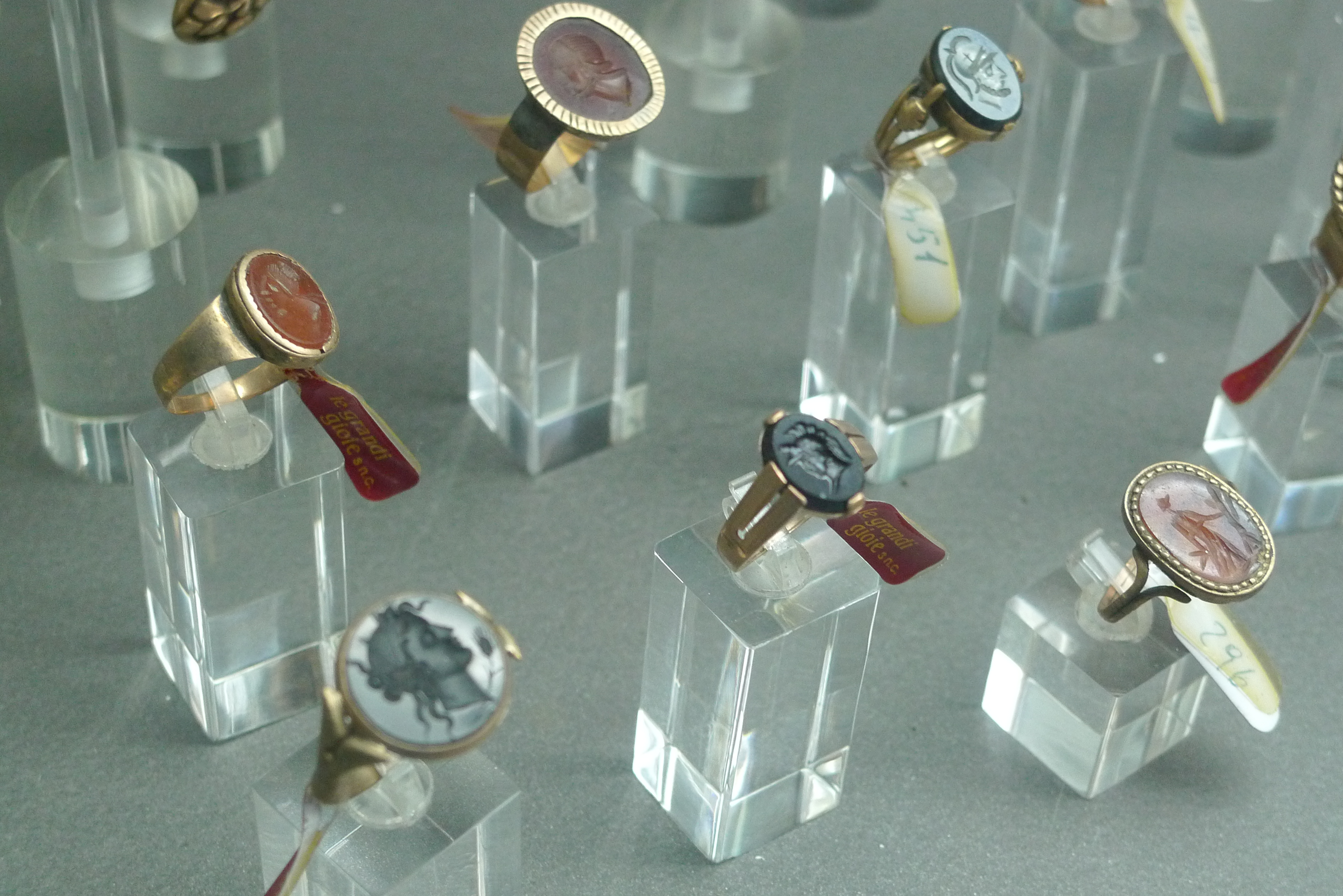
Maddaloni, Museo Civico, gioielli del tesoro del santuario di san Michele arcangelo (sec. 19 - 20°)

- Maddaloni, Museo Civico, gioielli del tesoro del santuario di san Michele arcangelo (sec. 19 - 20°)i gioielli (bracciali, orologi, collane, pendenti, orecchini, anelli) in oro, argento, corallo, perle e pietre preziose provenienti dal santuario di san Michele e donati al santuario come rendimento di grazie (ex voto) per la grazia ricevuta, realizzati tra meta secolo 1800 e primi decenni del secolo 1900.[25].

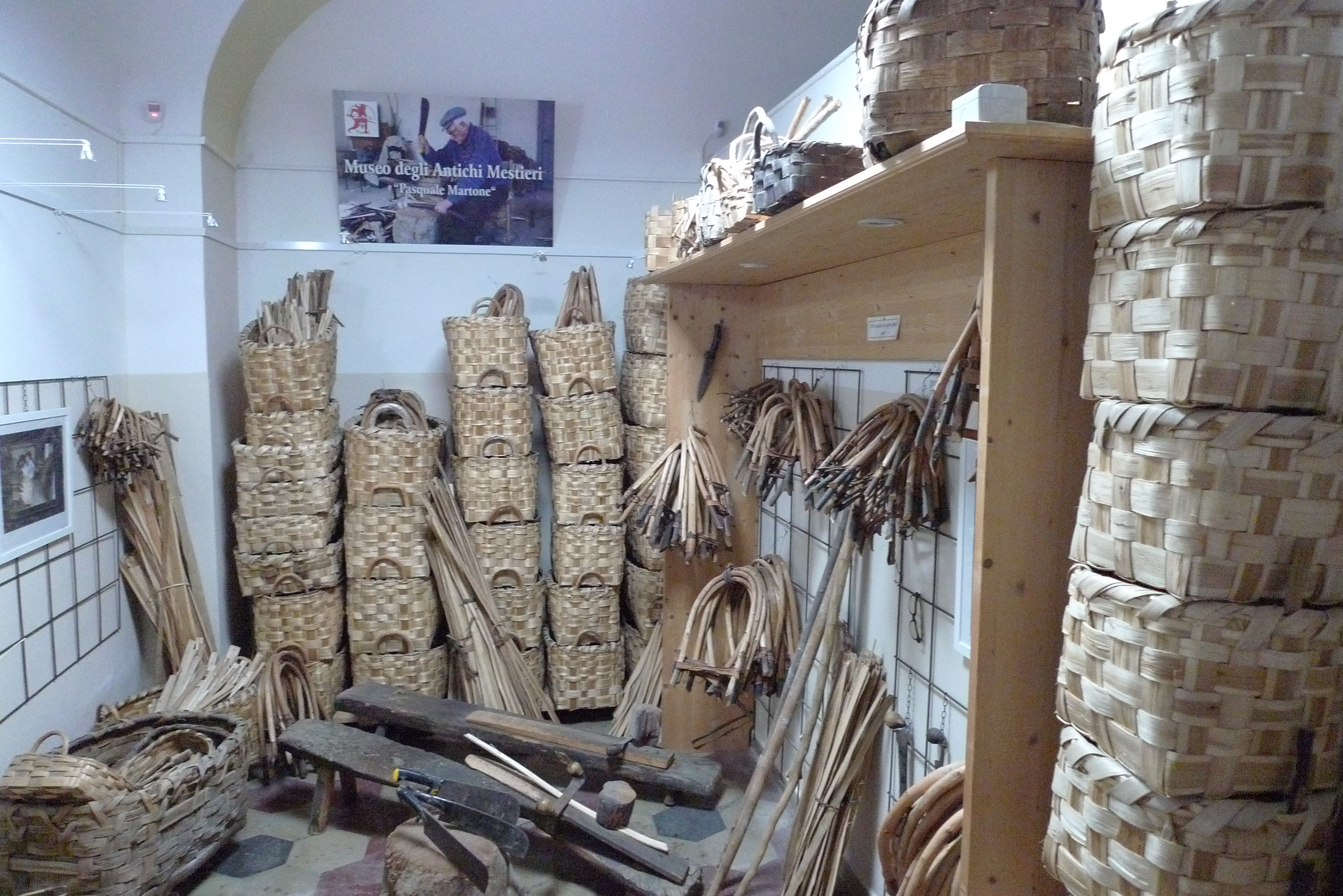
Maddaloni, Museo Civico, bottega dell'impagliatore

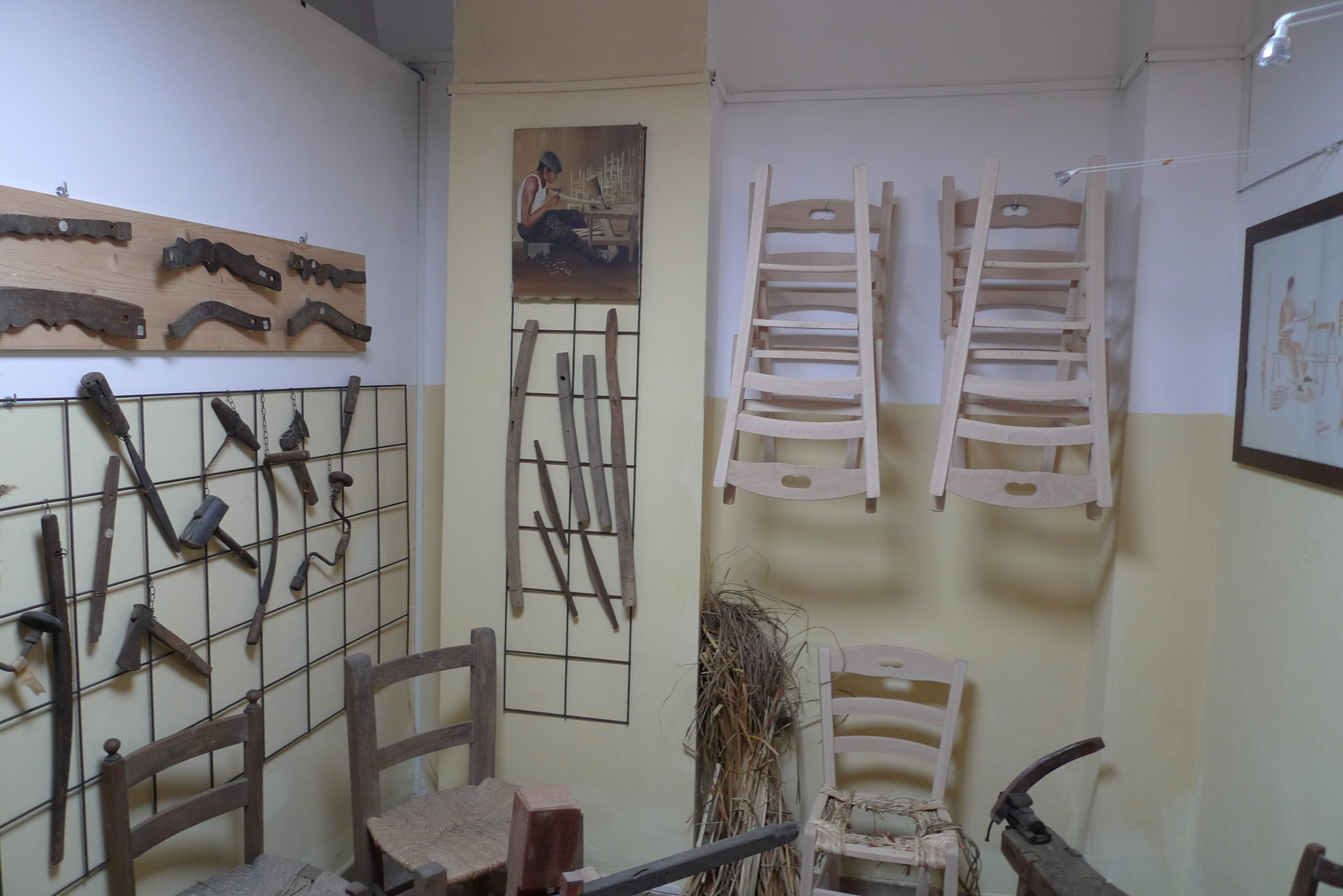
Maddaloni, Museo Civico, bottega del "seggiaro"

La sezione di etnografia è stata acquisita nel 2020 ed è esito della ricerca e della raccolta messe in campo per decenni Gruppo Archeologico "Franco Imposimato" sin dal 1976, per un periodo esposta al pubblico in altra sede e con indicazione museale (Museo delle arti e tradizioni). Si tratta di attrezzi relativi alla lavorazione artigianale connessa ad antichi mestieri (sellaro, ferraro, mannese, carzularo, seggerellaro, spurtellaro, conciapiatti) e di oggetti propri della civiltà contadina, databili tra fine secolo 1800 e 1960 circa.
La sezione di etnografia è stata acquisita nel 2020 ed è esito della ricerca e della raccolta messe in campo per decenni Gruppo Archeologico "Franco Imposimato" sin dal 1976, per un periodo esposta al pubblico in altra sede e con indicazione museale (Museo delle arti e tradizioni). Si tratta di attrezzi relativi alla lavorazione artigianale connessa ad antichi mestieri (sellaro, ferraro, mannese, carzularo, seggerellaro, spurtellaro, conciapiatti) e di oggetti propri della civiltà contadina, databili tra fine secolo 1800 e 1960 circa.

## Attività
Il museo è a ingresso gratuito. Per le scuole è previsto un contributo di €2 per la visita guidata. Organizza con regolarità ricerche, studi, attività educative, mostre, visite guidate, concerti, conferenze, presentazioni di libri.